# Municipio de San José (kommun i Guatemala, Petén)
Municipio de San José är en kommun i Guatemala.   Den ligger i departementet Petén, i den norra delen av landet, 270 km norr om huvudstaden Guatemala City. Municipio de San José ligger vid sjön Lake Petén Itzá.
Följande samhällen finns i Municipio de San José:
- San José